# الدورة (الهرمل)
الدورة أو الدورة هي إحدى القرى اللبنانية من قرى قضاء الهرمل في محافظة بعلبك الهرمل.